# ウクライナの航空会社

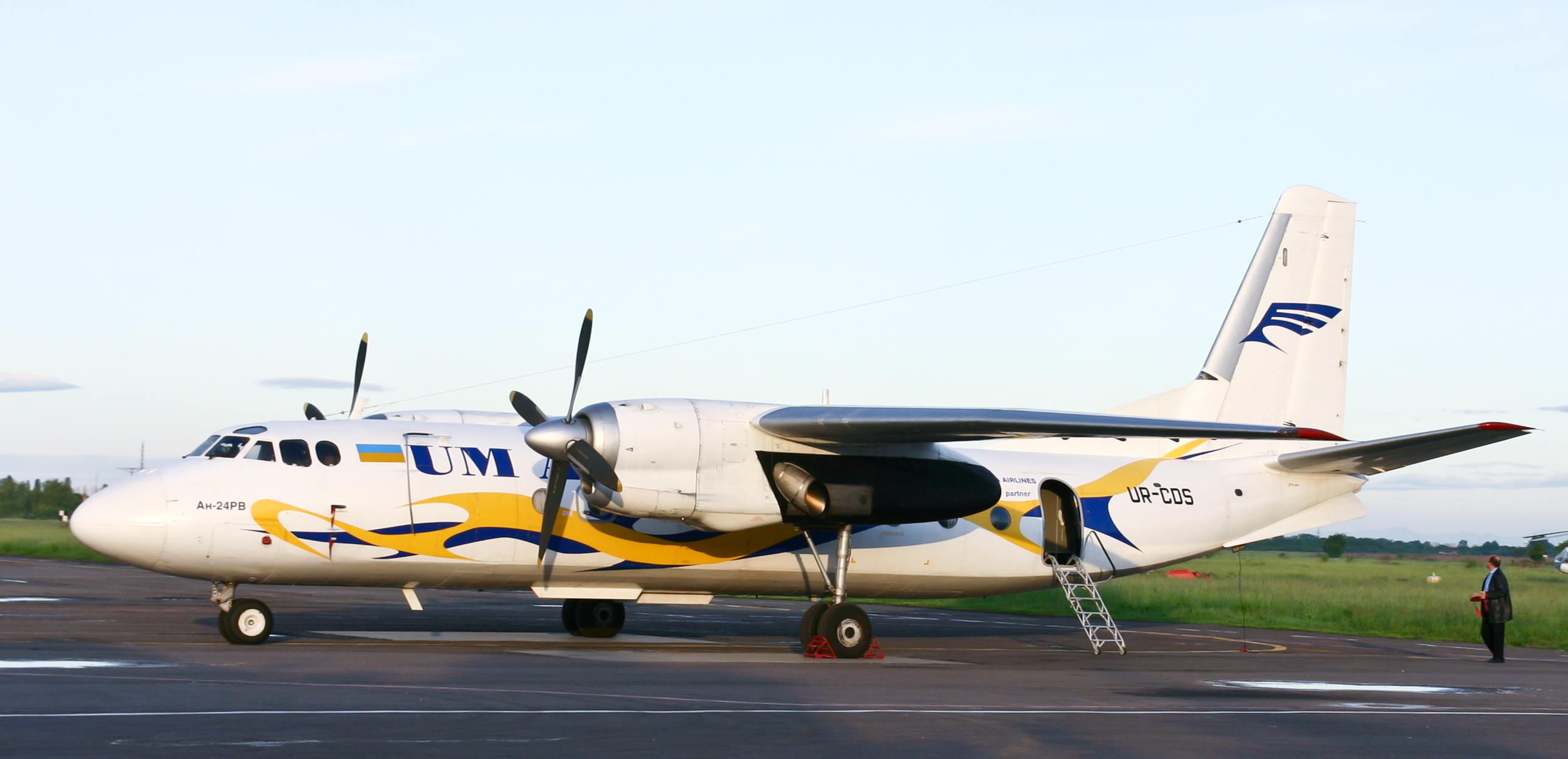
ウクライナ地中海航空で運用される国産旅客機An-24

ウクライナの航空会社(ウクライナ語:Авіакомпанії в Україніアヴィアコムパーニイィ・ヴクライィーニ)とは、ソ連からウクライナが独立して以来同国で設立された数々の航空会社を指す。それ以前には、ウクライナには地域ごとにアエロフロート・ソ連航空の支社が置かれていた。

## 概要
ウクライナでは、ロシア帝国時代以来、航空機に関する研究が大いに行われ、航空産業も盛んであった。ロシア革命後のウクライナ・ソヴィエト戦争や内戦などによりこれらは壊滅的打撃を受けたが、ソ連時代初期にとられた国の航空産業育成政策によりウクライナでは再び軍民の航空産業が目覚しい発展を遂げることとなった。しかし、これも第二次世界大戦で再び大打撃を被り、戦前のウクライナの航空産業は壊滅した。戦後は、アントノフ設計局が中心となって民間機の開発が活発に行われるようになり、またソ連における航空機用エンジンの主要生産地のひとつにもなった。
その一方、ソ連構成共和国のひとつであったウクライナ・ソヴィエト社会主義共和国では、独自の本格的な航空会社が設立されることはなかった。ウクライナでは、アエロフロート・キエフのような国営企業アエロフロート・ソ連航空の支社により国内便が運航され、国際便は近隣諸国への便を除きすべてモスクワの本社によって運航されていた。そのため、ソ連時代ウクライナでは本格的な設備を持つ国際空港は建設されなかった。ウクライナの玄関としては、戦前よりキーウ市内にジュリャーヌィイ空港が開港されていたが、市街地に位置することから設備規模や安全性に限界があり、近代的な大型機の運航は郊外にボルィースピリ空港が建設されるまで待たねばならなかった。
その後、ウクライナはソ連から独立し、それ以来多くの航空会社が設立されるようになった。それらのうちいくつかはソ連時代のアエロフロートから分離独立したものであり、いくつかは新規に立ち上げられたものであった。多くの会社ではソ連時代のアエロフロートやDOSAAFなどの機材を受け継いだが、一部の会社ではイメージアップ効果を狙って西側製の機材を導入した。各社は旅客・貨物の運輸に従事するとともに、国内外の民間へ機材や人員、あるいは乗員の訓練サービスを提供するなど積極的な活動を行った。また、ウクライナの航空会社における特色のひとつとして、独自の航空便を運航する航空産業メーカーの存在がある。航空機メーカーのANTKアントノフによるアントノフ航空、航空エンジンメーカーのザポリージュジャ株式会社「モトール・シーチ」による航空会社「モトール・シーチ」、キエフ第410民間航空機修理工場による航空会社「ARP 410」がその代表である。
しかし、1990年代の不景気や会社経営の失敗、2001年9月のアメリカ同時多発テロ事件による世界的な航空旅客の減少の影響もあり、いくつかの会社は数年から十数年の内に倒産に追い込まれた。その深刻さを象徴するのが、独立ウクライナのフラッグ・キャリアであった国営ウクライナ航空の倒産であった。2002年12月に倒産を宣言したウクライナ航空は再建が目指されたもののそれにも失敗し、会社は解散した。また、各社が導入した西側製機材も、結局はたんに流行を追ったに過ぎずコスト高を招いただけという事態も見られた。その後、一部の会社ではウクライナ国産の新型旅客機の導入が開始された。
2005年3月には、ウクライナの航空産業の振興を支援するため190億9200万円限度の円借款貸付契約がウクライナ政府と日本の国際協力銀行との間で調印され、ボルィースピリ国際空港の拡充工事が開始された。また、この契約はウクライナに対する初めての円借款となった。
ウクライナ航空の廃業後、ウクライナのフラッグ・キャリアの位置は名実ともにアエロスヴィート航空とウクライナ国際航空によって占められるようになった。両社はともに首都キエフに本社を置き、国内外への旅客便を中心に貨物・チャーター便の運航も行っている。機材は、ボーイング社製のものが運用されている。しかし、ウクライナでは航空機利用者人口に対して多くの航空会社が存在しているため、2社の占める運航本数はフラッグ・キャリアとしては少ないといえる。ウクライナでは現在、地域ごとにその中心都市に本拠を構える中小の航空会社が重要な位置を占めている状態であるといえる。これは、国内線に限った現象ではなく、各都市から運航される国際線についても同様のことである。ウクライナではソビエト連邦の崩壊後も国営・国有企業の占める割合が高いが、航空会社についてはソ連時代のアエロフロートの一極支配からウクライナ航空への移行を経て、経営の分割・拡散が進んでいると評価される。

## 一覧
- AAR航空
- アエロチャールテル・エーイルラーインズ
- アエロミースト・ハルキウ
- アエロセールヴィス・カールゴ
- アエロスタール
- アエロスヴィート航空
- アエロヴィス航空
- エーイル・ボヨーマ
- チャイカ
- IREN航空
- ハルキウ航空
- キロヴォフラード航空
- ARP 410航空
- ターヴリヤ
- ウクライナ航空
- ウクライナ航空貨物
- ウクライナ国際航空
- ウルハ国際航空株式会社
- ANTAU
- アントノフ航空
- アントノフ貨物
- アルテム・アヴィア
- AS航空会社
- エア・トランス・インテリジェンス
- アトラントSV航空
- アヴィアーント
- アゾフ・アヴィア
- アヴィア・タクシー
- ブコヴィーナ
- ブーソル航空
- CABI航空
- チャレンジ・アエロ
- コルムブス・アヴィア
- コンスタンタ・ステイト・エーイルレーインズ
- クルィーム国際航空会社
- DM国際航空
- ドニプロアヴィア
- ドネーツィク航空
- ドンバスアエロ
- ホールリツァ
- ホセバSIC
- イリイチ・アヴィア
- ISDアヴィア
- ハルキウ航空会社
- ホリウ・アヴィア
- ホルス航空会社
- インデペンデント・カリエル
- KROCN
- ルハンスク航空
- リヴィウ航空
- エーイル・ピーヴァ
- モトール・シーチ航空
- オデッサ航空
- ポジーリャ・アヴィア
- リーヴネ・ウニヴェルサール・アヴィア
- セヴァストーポリ・アヴィア
- ショウコーヴィイ・シュリャーフ
- シリウス航空
- 南方航空
- UESアヴィア
- ウクライナ航空同盟
- ウクライナ航空会社
- ウクライナ航空安全アカデミー
- ウクライナ国立航空
- ウクライナ貨物航空
- ウクライナ飛行士学校
- ウクライナ地中海航空
- ヴォラーレ
- ヴェテラン航空会社
- ユジュマシャヴィア
- 国立航空交通サーヴィス会社
- トランス・キエフ
- ウェスト・ハリコフ